# Ca’ di Boschetti
Ca’ di Boschetti (wł: Stazione di Cà di Boschetti) – stacja kolejowa w La Spezia, w regionie Liguria, we Włoszech. Znajdują się tu 2 perony.